# WASP-169
WASP-169, TOI-1932 — одиночная звезда в созвездии Гидры на расстоянии приблизительно 2028 световых лет (около 622 парсек) от Солнца. Видимая звёздная величина звезды — +12,17m. Возраст звезды определён как около 3,802 млрд лет.
Вокруг звезды обращается, как минимум, одна планета.

## Характеристики
WASP-169 — жёлто-белая звезда спектрального класса F8. Масса — около 1,337 солнечной, радиус — около 2,011 солнечного, светимость — около 6,149 солнечной. Эффективная температура — около 6110 K.

## Планетная система
В 2019 году группой астрономов, работающих в рамках программы SuperWASP, было объявлено об открытии планеты WASP-169 b.